# Bald Galloway
Bald Galloway (né vers 1705) est l'un des principaux étalons Pur-sang du XVIIIe siècle. Cet alezan, d'origine Barbe et Galloway, est né vers 1705 ou 1708, et a été élevé par le capitaine Rider. 
Bald Galloway devient tête de liste des étalon en Grande-Bretagne et en Irlande en 1725. 

## Histoire
Il naît en 1708 selon John Hankins Wallace. Bald Galloway est élevé par le capitaine Rider à Whittleberry-Forest, dans le Northamptonshire. Il devient un cheval de course rapide, participant à des compétitions à partir de son année de 5 ans.
Il acquiert ensuite une grande célébrité en tant qu'étalon reproducteur,,, devenant tête de liste des étalons en Angleterre et en Irlande en 1725. Il est reproducteur à Oak-Tree, Lemming-lane, dans le Yorkshire, jusqu'à sa mort.

## Description
C'est un cheval alezan. D'après John Hankins Wallace, il doit son nom au fait qu'il présente une belle-face (une marque blanche étendue sur la tête ; en anglais : bald face), et qu'il appartienne à la race Galloway, originaire du sud-ouest de l'Écosse. Cependant, son origine mâle est Barbe, seule son origine maternelle étant Galloway.

## Origines
Il est engendré par un étalon Barbe ayant appartenu à un certain M. St. Victor, originaire de France ; ce cheval bien connu des turfistes anglais a pris le nom de St Victor's Barb, ou Saint-Victor-Barb. 
Sa mère, qui appartient au capitaine Rider, est la jument Grey Whynot, une fille du cheval Whynot de Fenwick, d'ascendance Barbe,. La mère de Grey Whynot est une jument royale (Royal Mare).

## Descendance
Son meilleur fils en course est Buckhunter, qui remporte la Queen Anne's Gold Cup à l'hippodrome d'York en 1719 et plusieurs King's Plates. Il a également engendré Bald Ovington, Cartouch, Daffodil, Dart, Foxhunter, Grey Ovington, Grey Robinson, Roxana, Silverlocks et Snake,. Il est le père d'une jument née en 1730 d'une Royal Mare.
Roxana est la mère de Lath, et de l'étalon multi-champion Cade. Grey Robinson est la mère de l'étalon invaincu Regulus.